# 조홍식
조홍식(趙泓植, 1967년 ~ )은 대한민국의 정치경제학자이다. 현재 숭실대학교 정치외교학과 교수로 재직 중이다.

## 생애
서울 출생으로 아프리카 가봉에서 초등학교와 중학교를 다녔다. 프랑스 파리정치대학에서 정치경제학을 전공하고 동 대학원에서 정치학 박사학위를 받았다. 중앙일보 외교전문기자, 세종연구소 연구위원, 가톨릭대학교 국제학부 교수를 역임하고, 현재는 숭실대학교 정치외교학과 교수로 재직 중이다. 2024년 기준 정치와 경제, 비교정치경제, 유럽정치의 이해, 국제정치경제 등의 교과목을 담당하고있다.

## 약력
- 1994년 7월 ~ 1995년 7월  -  중앙일보 전문기자
- 1995년 8월 ~ 1999년 8월  -  세종연구소 연구위원
- 1998년 8월 ~ 2001년 8월  -  가톨릭대학교 국제학부 교수
- 2001년 9월 ~ 2002년 8월  -  하버드대학교 유럽연구센터 객원교수
- 2003년 9월 ~ 2006년 1월  -  베이징 외국어대학 객원교수
- 2006년 9월 ~ 현재  -  숭실대학교 정치외교학과 교수
- 2010년 3월 ~ 2012년 2월  -  숭실대학교 정치외교학과 학과장

## 저서
- 《동아시아와 유럽》, (서울 : 세종연구소, 1998), ISBN 978-89-7429-355-0
- 《유럽의 부활: EU의 발전과 전망》, (서울 : 푸른길, 1999), ISBN 978-89-87691-07-7
- 《서유럽의 자본주의 경제체제 비교연구》, (서울 : 세종연구소, 1999), ISBN 978-89-7429-136-5
- 《똑같은 것은 싫다: 조홍식 교수의 프랑스 문화 이야기》, (서울 : 창작과 비평, 2000), ISBN 978-89-364-7059-3
- 《달러.유로.엔: 국제통화질서의 재편》, (서울 : 세종연구소, 2000), ISBN 978-89-7429-373-4
- 《미국이라는 이름의 후진국》, (서울 : 사회평론, 2004), ISBN 978-89-5602-364-9
- 《유럽통합과 ‘민족’의 미래》, (서울 : 푸른길, 2006), ISBN 978-89-87691-76-3